# Mouyeng (peuple)
Pour les articles homonymes, voir Mouyeng.
Les Mouyeng sont une population d'Afrique centrale vivant au nord du Cameroun. 

## Ethnonymie
Selon les sources et le contexte, on observe quelques variantes : Mouyenge, Mouyengs, Mouyengue, Muyang, Muyangs, Muyenge, Myau, Myenge.